# Kalophrynus yongi
Espèce
Kalophrynus yongi est une espèce d'amphibiens de la famille des Microhylidae.

## Répartition
Cette espèce est endémique de l'État de Pahang en Malaisie péninsulaire. Elle n'est connue que dans sa localité type, près du sommet du Gunung Brinchang, à environ 1 950 m d'altitude.

## Étymologie
Cette espèce est nommée en l'honneur de Hoi-sen Yong.

## Publication originale
- Matsui, 2009 : A new species of Kalophrynus with a unique male humeral spine from Peninsular Malaysia (Amphibia, Anura, Microhylidae). Zoological Science, vol. 26, p. 579-585.